# Hinkemann
Predstava Hinkemann jedna je od najuspješnijih kazališnih predstava u povijesti Zagrebačkog kazališta mladih. 

## Povijest
Predstava Hinkemann njemačkoga ekspresionista Ernsta Tollera premijerno je izvedena 7. studenog 2015. godine, te je vrlo brzo postala hit predstava kazališta ZKM. Gostovala je na brojnim kazališnim festivalima i osvojila nekoliko nagrada uključujući Nagradu hrvatskog glumišta za najbolju predstavu, te glavne nagrade festivala Malih scena i Gavellinih večeri. Ovom predstavom redatelj Igor Vuk Torbica započinje svoju regionalnu kazališnu karijeru. 
Predstava je snažno obilježila novo razdoblje u razvoju Zagrebačkog kazališta mladih nakon odlaska dugogodišnje ravnateljice Dubravke Vrgoč i dolaska Snježane Abramović Milković. Uz predstave Črna mati zemla (redateljica: Dora Ruždjak-Podolski) i Eichmann u Jeruzalemu (redatelj: Jernej Lorenci) najuspješnija je predstava novog razdoblja ZKM-a.
5. srpnja 2018. godine svečano je obilježena 50. izvedba predstave. 

## Autorski tim
Redatelj: Igor Vuk Torbica

Dramaturginja: Katarina Pejović

Scenograf: Branko Hojnik

Kostimografkinja: Doris Kristić

Oblikovateljica scenskog pokreta: Blaženka Kovač Carić

Skladatelji: Alen Sinkauz i Nenad Sinkauz

Oblikovatelj svjetla: Aleksandar Čavlek

Asistentice kostimografkinje: Marta Žegura, Helena Berden

Inspicijentica: Milica Kostanić

Glume: 
Rakan Rushaidat: Eugen Hinkemann 

Mia Biondić: Grete Hinkemann 

Frano Mašković: Paul Großhahn 

Doris Šarić-Kukuljica: Stara gospođa Hinkemann 

Dado Ćosić: Prvi kandidat, Max Knatch, Prvi ratni drug 

Petar Leventić: Asistent, Andreas Überfluß 

Jasmin Telalović: Michel Unbeschwert, Svodnik, Prvi pas 

Vedran Živolić: Sebaldus Singegott, Drugi pas 

Marica Vidušić: Christa Blutundboden, Prva kurva 

Nađa Perišić Radović: Gospođa na ulici, Druga kurva 

Milivoj Beader: Čovjek s psima, Peter Immergleich, Drugi ratni drug 

Milica Manojlović: Prva kandidatkinja, Lotte, Inge Freieliebe 

Ozren Grabarić – Majstor ceremonije 

## Nagrade
43. međunarodni festival alternativnog i novog teatra INFANT, Novi Sad, Srbija – 2016.

– Nagrada za najuspješniju predstavu u cjelini

31. Gavelline večeri, Zagreb – 2016.

– Nagrada Dr. Branko Gavella za najbolju predstavu

– Nagrada za najbolju režiju – Igor Vuk Torbica

– Nagrada za najbolju mušku ulogu – Ozren Grabarić

21. Jugoslovenski pozorišni festival Bez prevoda u Užicu, Srbija – 2016.

– Nagrada Ardalion za najbolju predstavu festivala 

– Nagrada za najbolju režiju – Igor Vuk Torbica 

– Nagrada za najbolju mušku ulogu festivala – Ozren Grabarić 

Nagrade hrvatskog glumišta –  2016.

– Nagrada za najbolju dramsku predstavu u cjelini

– Nagradu za najbolju glavnu mušku ulogu – Rakan Rushaidat

Međunarodni festival malih scena, Rijeka – 2017.

– Nagrada Veljko Maričić za najbolju predstavu u cjelini

– Nagrada Anđelko Štimac za najbolju režiju – Igor Vuk Torbica

– Nagrada Veljko Maričić za najbolju mušku ulogu – Ozren Grabarić za ulogu Majstora ceremonije 

– Nagrada Mediteran Novoga lista – Rakan Rushaidat za ulogu Hinkemanna 

## Gostovanja
Međunarodni festival Mittelfest, Cividale del Friuli, Italija 

57. hvarske ljetne priredbe, Hvar 

68. Dubrovačke ljetne igre, Dubrovnik 

Međunarodni festival Malih scena, Rijeka 

Narodno pozorište, Beograd, Srbija 

Državno kazalište Košice, Slovačka 

42. INFANT, Novi Sad, Srbija 

Dramski festival Ljubljana, SNG Ljubljana 

Narodno pozorište Užice, Srbija 